# Урульга (Карымский район)
Урульга́ — село в Карымском районе Забайкальского края Российской Федерации. 
Урульга административный центр сельского поселения «Урульгинское». В селе — железнодорожная станция Урульга Забайкальской железной дороги на Транссибирской магистрали.

## География
Село расположено в 119 км к юго-востоку от города Читы, и в 52 км к северо-востоку от районного центра, пгт Карымское, на реке Урульге, в двух километрах северо-западнее места её впадения в Ингоду. Небольшой район села к югу от станции Урульга находится на левом берегу Ингоды. Через село проходят Транссибирская железнодорожная магистраль и автодорога регионального значения Большая Тура — Солнцево, идущие параллельно по левому берегу Ингоды. Съезд от федеральной автомагистрали Р297 «Амур» находится в 15 км к северо-западу от Урульги. В пяти верстах от селения Урульги расположен Князе-Урульгинский источник минеральных вод.

## История
Поселение в Приамурском крае основано в 1677 году как родовое имение тунгусского князя (тойона) Гантимура в устье реки Урульги. С 1680-х годов преимущественно русское поселение. Известно как Князе-Урульга. В начале XVIII века перенесено выше по течению реки. В 1830-х годах в селе построена Казанская церковь. 
В 1822—1903 годах было центром Урульгинской степной думы и населённой тунгусами (эвенками и ононскими хамниганами) Урульгинской инородной управы в её составе. 
В 1899 году при строительстве Забайкальской железной дороги основана станция Урульга. Введена в эксплуатацию в 1900 году. 
С 1 января 1903 года село — центр Урульгинской волости Читинского уезда. 
В августе 1918 года на станции Урульга состоялась конференция Советов Забайкалья под руководством С. Г. Лазо, положившая начало широкой партизанской войне против белогвардейцев и интервентов. 
До конца 1920-х годов в селе во время Пасхальных праздников проводились крупные конные бега, на которые собирались до 3 тысяч человек.
В 1982—1992 годах село являлось посёлком городского типа.

## Население
| 1890 | 1989  | 2002  | 2010  | 2021  | 2021  |
| ---- | ----- | ----- | ----- | ----- | ----- |
| 892  | ↗4191 | ↘3247 | ↘3150 | ↘2955 | ↗3535 |

## Инфраструктура
Средняя общеобразовательная школа, детские сады, Дом культуры, участковая больница.

## Люди, связанные с селом
- Г. С. Гантимуров (1851—1921) — первый эвенкийский писатель, этнограф,  уроженец села Князе-Урульга.
- Н. И. Гантимуров (1880—1924) — российский офицер, участник обороны Порт-Артура, уроженец села Князе-Урульга.
- Г. А. Забелин (1912—1962) — Герой Советского Союза, участник Великой Отечественной войны, жил и похоронен в Урульге.